# Mount Ryder
Mount Ryder ist ein Berg im ostantarktischen Enderbyland. Er ragt zwischen den Harvey-Nunatakkern und Mount Keyser im östlichen Teil der Tula Mountains auf.
Kartiert wurde er anhand von Luftaufnahmen, die Teilnehmer einer Mannschaft der Australian National Antarctic Research Expeditions im Jahr 1956 und 1957 anfertigten. Das Antarctic Names Committee of Australia (ANCA) benannte den Berg nach Brian Paul Ryder (1935–2010), Funker auf der Mawson-Station im Jahr 1961.